# Edigu
Edigu, ou Ediguey, İdegäy ou encore Edege Mangit (1352-1419 ou 1412) était un émir mongol de la Horde blanche qui fonda une nouvelle entité politique qui fut connue sous le nom de Horde Nogaï.

## Biographie

### Origines et ascension au pouvoir
Edigu était issue de la maison aristocratique des Manghud (appelée aussi Mangit qui fut appelée par la suite Nogaï) de Crimée, il est le fils de Baltychak, noble mongol qui fut vaincu et tué par Tokhtamych, Khan de la Horde d'or, en 1378. Il devint fameux en tant que général de Tokhtamych avant de tourner ses armes contre son maître.
Timur-Qutlugh (ou Temur Qutlugh), fils de Temur Malik (en), ex-khan de la Horde blanche opposé à Tokhtamych, se révolte contre lui en 1388 mais il doit s'enfuir et trouve refuge chez Tamerlan. 
En 1391, lors de la guerre entre Tokhtamych et Tamerlan, Edigu abandonne Tokhtamych et rejoint Tamerlan. Tokhtamych écrira plus tard que Edigu et d'autres dirigeants de la Horde d'or auraient fait secrètement appel à Tamerlan avant la guerre. Edigu transmit ainsi à Tamerlan un grand nombre d'informations importantes qui aboutirent à la défaite de Tokhtamych et sa perte de contrôle des régions à l'est de l'Oural. 
Une seconde campagne en 1394-1395 permit à Edigu et Timur-Qutlugh de s'emparer des terres (désormais sous l'influence de Tamerlan) à l'ouest de l'Oural. Edigu et Timur-Qutlugh étendirent également leur autorité sur un territoire s'étirant entre la Volga et le Yaik, qui deviendra la Horde Nogaï.

### Règne
En 1397, Timur-Qutlugh devint le nouveau Khan de la Horde d'or, et Edigu occupa le poste de commandant en chef des armées de la Horde d'or, ce qui fit de lui le véritable dirigeant de la Horde, affirmant son statut tout en faisant preuve de respect envers le dangereux empire Timouride. Timur-Qutlugh mourut tôt, et le trône revint à ses frères, Shadi-beg (1400-1407) puis Pulad (1407-1411). 
Le règne d'Edigu fut un moment de stabilité pour la Horde d'or, alors en pleine désagrégation. N'étant pas un descendant de Gengis-Khan (et n'étant donc pas de sang royal), et manquant de légitimité, il mit davantage en valeur l'Islam.
En 1397, Edigu soumit les Génois de Crimée en assiégeant Caffa, et en 1399, il infligea une cuisante défaite à Tokhtamych (qui tenta de reprendre le pouvoir) et Vytautas de Pologne-Lituanie sur la rivière Vorskla. À la suite de quoi il tenta d'unifier sous son autorité l'intégralité de l'Ulu de Djötchi, ce qui sera fait pour la dernière fois dans l'Histoire.
En 1406 il traqua son vieil ennemi Tokhtamych en Sibérie et le tua. L'année suivante il lança des raids sur les Bulgares de la Volga. En 1408, il arrangea une invasion destructrice de la Russie, qui n'avait plus payé tribut à la Horde depuis des dizaines d'années. Edigu incendia Nijni Novgorod, Gorodets, Rostov et de nombreuses autres villes mais ne put prendre Moscou, atteinte le 5 décembre, bien qu'il l'ait aussi incendiée,.

### Chute
Deux ans plus tard Edigu fut destitué par la Horde d'or et le trône fut repris par Jalal ad-din, fils de Tokhtamych et il dut trouver refuge au Khwarezm. La Horde d'or fut agitée par la suite par les conflits entre les descendants de Tokhtamych et de Timur-Qutlugh, ce qui aboutit à son déclin. Par la suite, Shah Rukh renvoya Edigu à Saraï, où il fut assassiné par l'un des partisans de Tokhtamych en 1419 (ou 1412).
En 1419, il aurait affronté un fils de Tokhtamych nommé Qadir-Birdi. Après avoir subi de lourdes pertes, Edigu et ses derniers fidèles partirent se cacher avant d'apprendre la mort de Qadir-Birdi et la déroute de ses partisans. Restant caché par prudence, Edigu aurait été trouvé par un fidèle de Tokhtamych. Face à son ennemi il aurait dit : « Nous avons eu notre temps, et nous avons fait ce que nous avons fait. À présent je suis entre tes mains, agis ! » avant d'être tué.
La dynastie d'Edigu dans la Horde Nogaï se maintint pendant deux siècles, jusqu'à ce que ses descendants partent pour Moscou, où ils se convertirent au christianisme orthodoxe et furent connus comme Princes Ouroussov et Youssoupov.